# Afrogyrus rodriguezensis
Afrogyrus rodriguezensis es una especie de molusco gasterópodo de la familia Planorbidae en el orden Basommatophora.

## Distribución geográfica
Es  endémica de Mauricio.    